# Mirja Lehtonen
Mirja Lehtonen (Uurainen, 19 ottobre 1942 – 25 agosto 2009) è stata una fondista finlandese.

## Palmarès

### Olimpiadi invernali
- Argento a Innsbruck 1964 nei 5 km.
- Bronzo a Innsbruck 1964 nella staffetta 3x5 km.

### Mondiali
- Bronzo a Zakopane 1962 nella staffetta 3x5 km.